# Mauricio Gómez Escobar
Mauricio Gómez Escobar (Bogotá, 1949-Bogotá, 13 de mayo de 2022) fue un abogado, periodista, cronista, artista plástico y escritor colombiano.
Gómez era uno de los accionistas de la revista Semana y de Canal Caracol, empresas periodísticas para las cuales trabajó desde comienzos del siglo XXI. Anteriormente trabajó para CNN y Univision durante su prolongado exilio en Estados Unidos, y en Colombia en El Siglo y Noticiero 24 Horas, medios de comunicación conservadores propiedad de su familia.
Destacó como cronista del conflicto armado colombiano y su educación en el exterior le permitió también ser analista internacional y trabajó en sus últimos años para CM& con Yamid Amat. Además destacó como artista plástico, haciendo exposiciones internacionales con éxito moderado en París.
Fue uno de los promotores de la causa de crimen de lesa humanidad del asesinato del periodista y político Álvaro Gómez Hurtado, su padre.

## Biografía
Mauricio Gómez Escobar nació en Bogotá, en 1949, en el seno de una familia tradicional de la capital colombiana. En medio del conflicto político y social que atravesaba su país, su abuelo fue elegido presidente de Colombia y gobernó hasta 1951, cuando solicitió una licencia médica. 
Por su parte, él y su familia viajaron a Italia, donde su padre, quien era constituyente, había sido enviado como embajador por el designado Roberto Urdaneta Arbeláez.

### Exilio

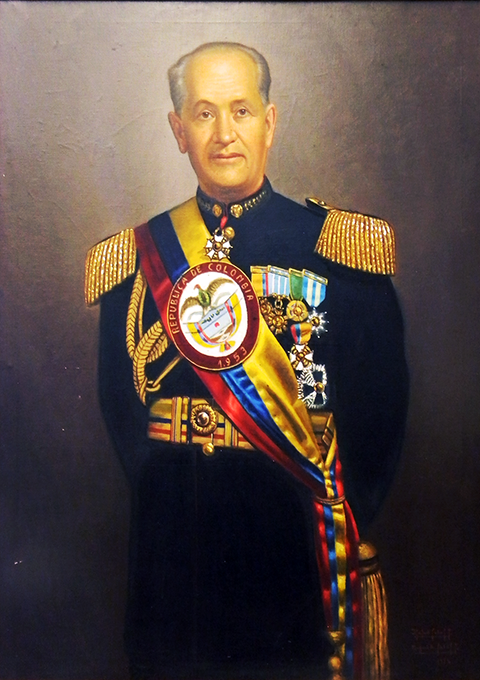
Retrato del general Rojas.

El 13 de junio de 1953, días después del regreso de su familia a Colombia, su abuelo intentó recuperar el poder, pero fue derrocado, en complicidad con el expresidente Mariano Ospina Pérez, por el general Gustavo Rojas Pinilla, quien expulsó a su familia de Colombia, con escolta militar que los llevó hasta el Aeropuerto El Dorado.
Mauricio se exilió con sus padres en Nueva York, en compañía de amigos y socios de su abuelo, y luego en España, donde su abuelo fue recibido por el general Francisco Franco, de quien era amigo cercano y socio político. Acabada la dictadura, Gómez regresó al país con su esposa e hijos, radicandose definitivamente en Bogotá. Allí Mauricio cursó sus estudios básicos. En 1965, su abuelo falleció a los 76 años.

### Regreso a Colombia y carrera periodística
Mauricio estudió derecho en la Pontificia Universidad Javeriana de Bogotá sin mayor interés por el área jurídica (pese a que su padre era abogado), alternando su estudio con actividades teatrales, y graduándose en 1972 (profesión que jamás ejerció). 
Posteriormente se fue a Londres a completar su formación en Printing Management, en 1979, para trabajar en la imprenta del periódico familiar, encontrando.  Por esos años su padre intentó sin éxito alcanzar la presidencia de su país, perdiendo las elecciones contra Alfonso López Michelsen en 1974. En 1976, trabajó como director del diario El Siglo, propiedad de su familia, donde se le encargaron las páginas internacionales. En 1979 incursionó en la televisión apareciendo en el Noticiero 24 Horas, también propiedad de su familia, donde compartió con Margarita Rosa de Francisco y César Augusto Londoño,

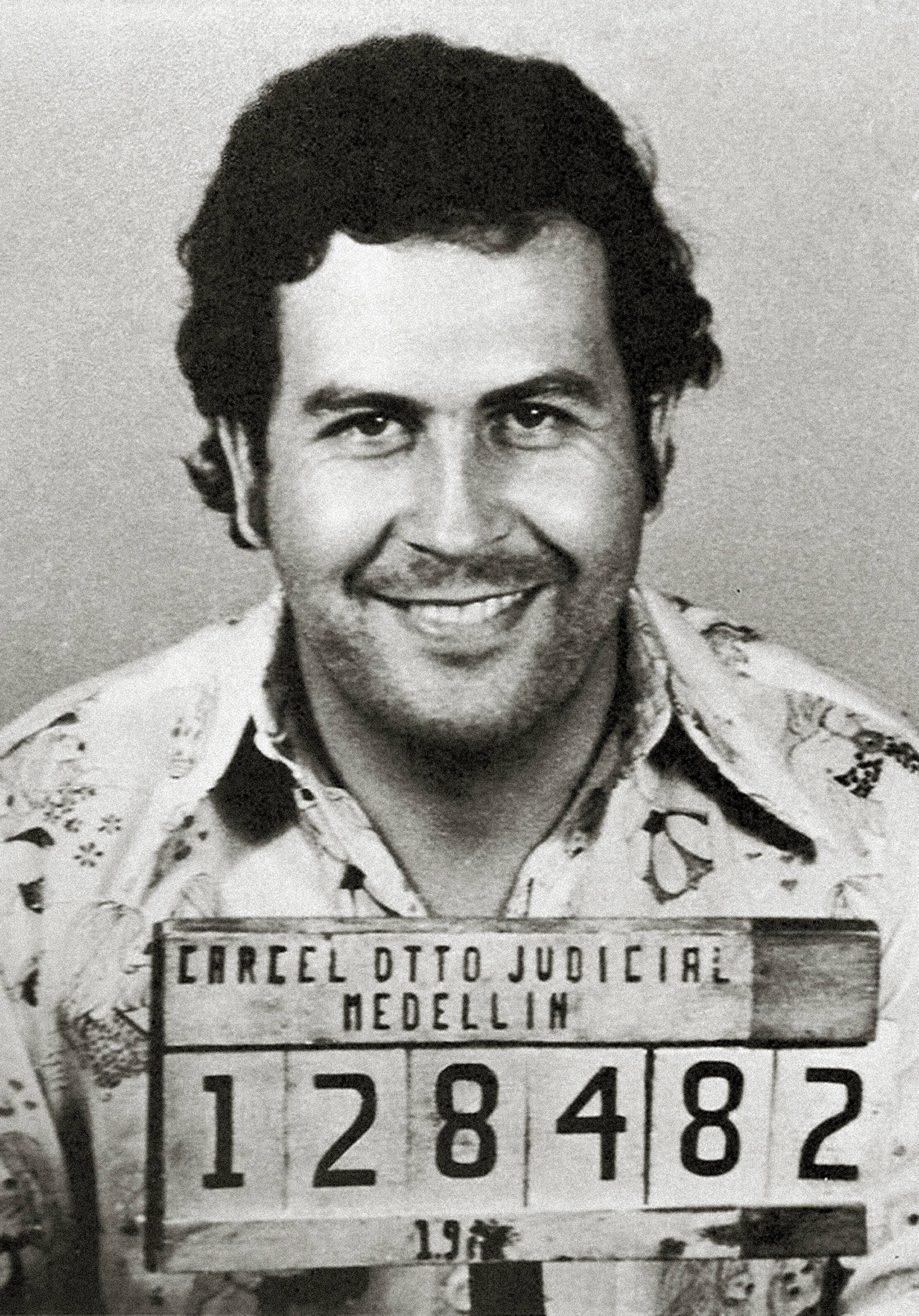
Por sus investigaciones en contra de Pablo Escobar, Gómez se exilió en Estados Unidos.

Su trabajo lo hizo acreedor de varios premios nacionales e internacionales, pero también lo hicieron blanco de amenazas del Cartel de Medellín, además de su condición de hijo de un candidato presidencial, ya que su padre lanzó una segunda campaña presidencial en 1986. En 1985 fue el primer periodista que logró la chiva de tener imágenes de la Toma del Palacio de Justicia, para el Noticiero 24 Horas.
Según declaró en una entrevista póstuma, él era blanco de un secuestro ordenado por Pablo Escobar, quien supuestamente, no habiendo encontrado a Mauricio, decidió secuestrar en su lugar al candidato a la alcaldía de Bogotá, su amigo de infancia y colega periodista Andrés Pastrana Arango, hijo del expresidente Misael Pastrana Borrero, rival de su padre Álvaro al interior del Partido Conservador. 
Ante las crecientes amenazas, y luego de la liberación de Pastrana, se radicó en los Estados Unidos para proteger su vida, por pedido de su padre. Ese mismo año también fue secuestrado su padre por la guerrilla del M-19, en un atentado en donde quedó gravemente herido y su escolta asesinado, siendo liberado 53 días después gracias a la intervención de su compañero partidista, Álvaro Leyva Durán (con quien Mauricio compartió exilio en los años 50). Dos años después, su padre lanzó su tercera campaña a la presidencia con el Movimiento de Salvación Nacional, quedando nuevamente en segundo lugar.

### Exilio en Estados Unidos y Europa

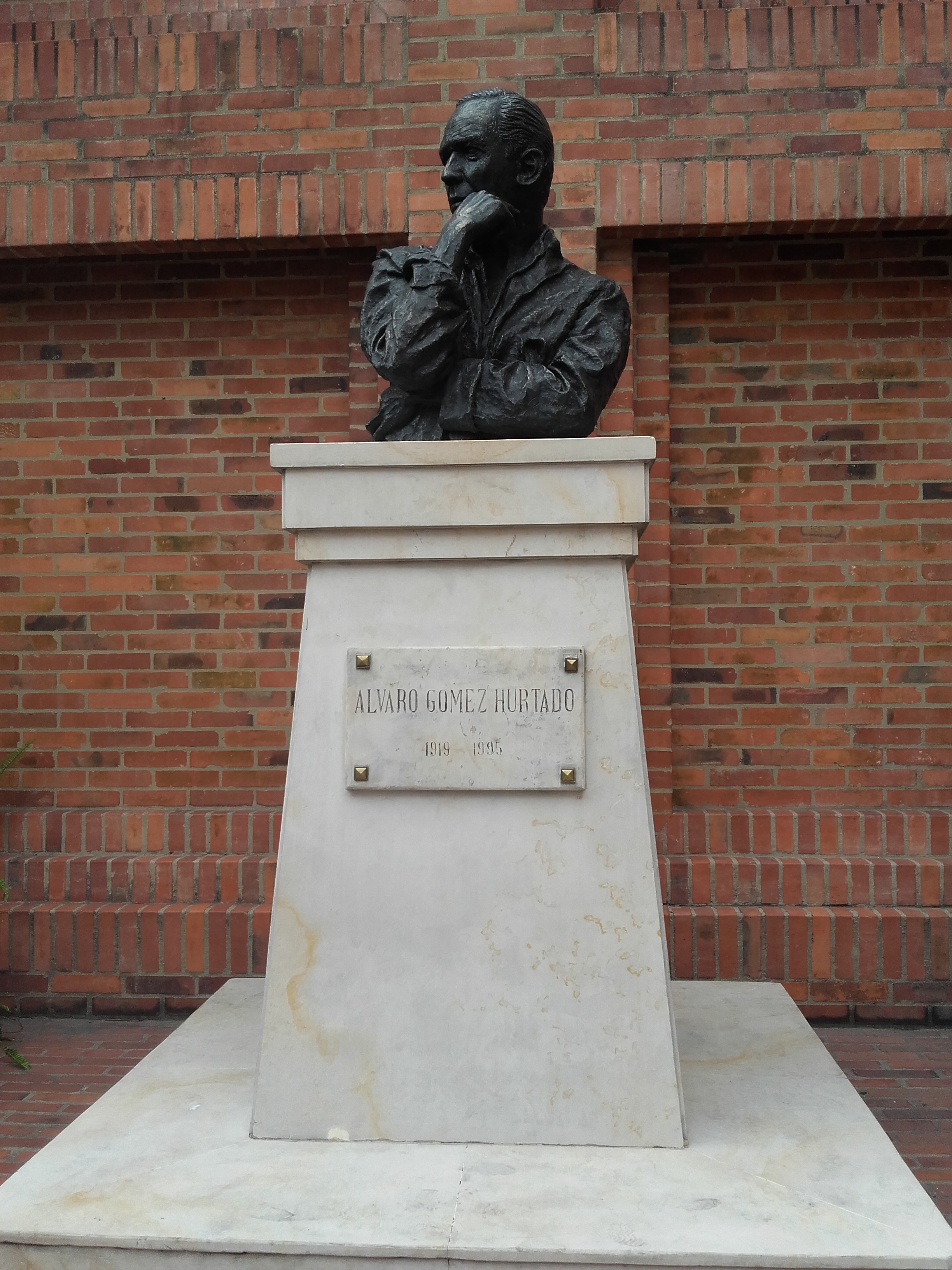
Busto de su padre, instalado en la Universidad Sergio Arboleda años después de su homicidio.

Exiliado en Miami, Mauricio Gómez trabajó para las cadenas noticiosas CNN y Univisión, durante los años 90, hasta 1993, cuando se radicó en París para estar cerca a su padre, quien era embajador en ese país del gobierno de César Gaviria. En París, Gómez desarrolló su pasión por las artes plásticas, heredada directamente de su padre Álvaro, quien también era grabador, dibujante, pintor y escultor. En noviembre de 1995 su padre fue asesinado en circunstancias aún confusas, pero a pesar de su crimen, Mauricio se mantuvo en el exilio.

### Regreso definitivo a Colombia
A comienzos del año 2005, Mauricio Gómez regresó a Colombia y se dedicó a tiempo completo a sus actividades artísticas. En 2008, el canal Caracol lo contactó para que fuera el narrador y codirector de una serie documental conocida como Colombia Viveː 25 años de resistencia, en donde también participó el periodista y locutor Julio Sánchez Cristo, la cual fue publicada en 2009, con el apoyo de la revista Semana, revista para la que también comenzó a trabajar como investigador y cronista del conflicto armado.
En 2015 Mauricio Gómez trabajó como cronista regional para Yamid Amat en el Noticiero CM&, y posteriormente se convirtió en cronista y analista de Noticias Caracol, desde 2018, hasta su fallecimiento, donde sobresalió por su estilo académico y su crítica en temas controvertidos o de importancia social. En 2021 tuvo que apersonarse del caso del asesinato de su padre y acudió a la JEP para oír la declaración de las extintas FARC-EP, en la cual, sorpresivamente, se le adjudicaron el asesinato junto a otros 4 homicidios de alto perfil sin aclararse; Mauricio Gómez y su familia jamás apoyaron esa versión de los hechos.
Mauricio Gómez Escobar falleció el 13 de mayo del 2022, falleció en Bogotá en las horas de la mañana (11:00 Hora Local) a los 73 años a causa del cáncer.

## Familia

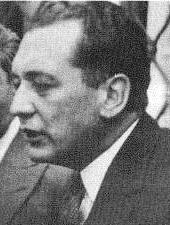
Su abuelo, Laureano Gómez.

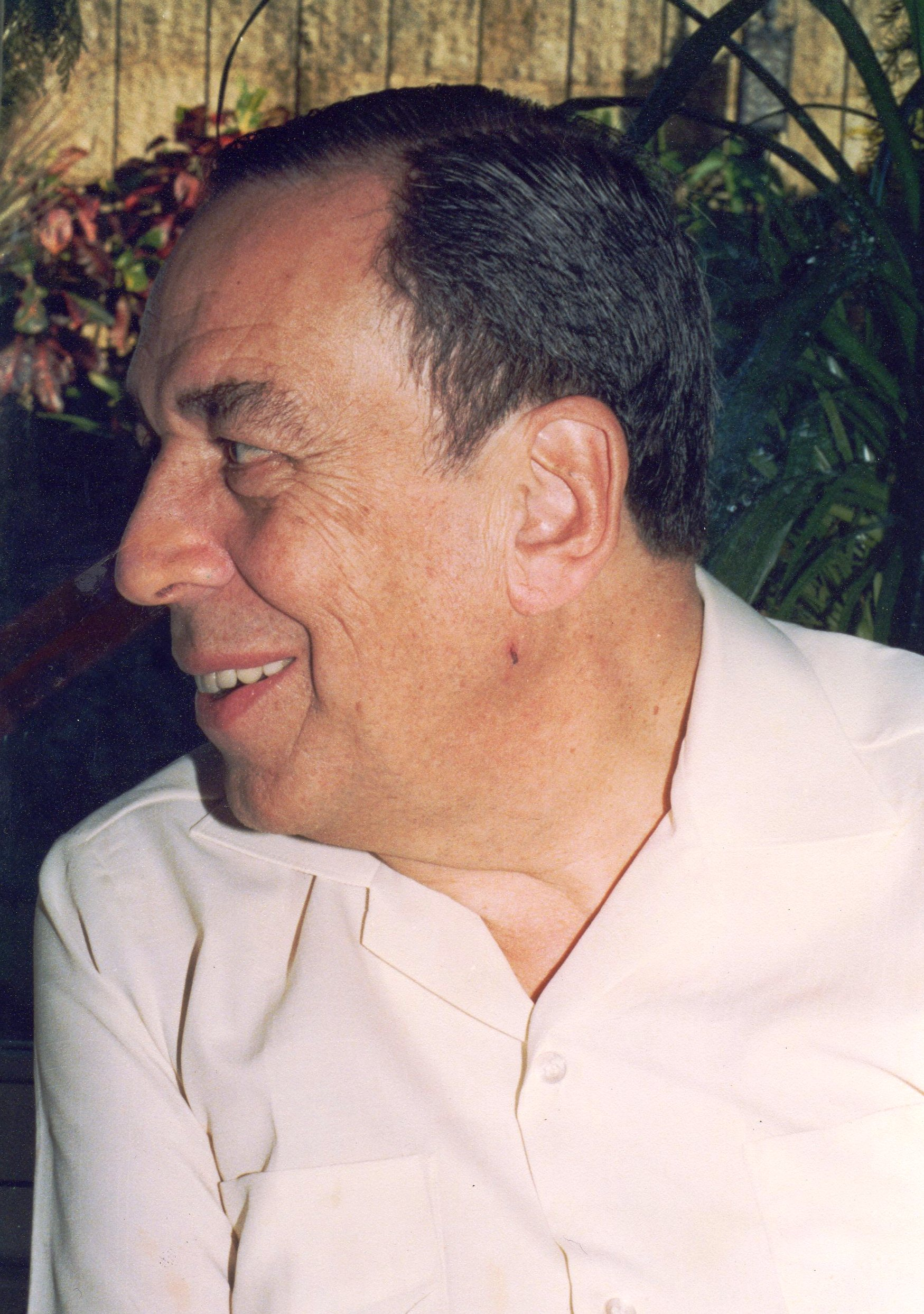
Su padre, Álvaro Gómez.

Mauricio Gómez era miembro de la aristocracia bogotana, siendo el segundo de tres hijos, y el mayor de dos varones. Sus padres eran el político y periodista colombiano Álvaro Gómez Hurtado, y la también periodista Margarita Escobar López, y sus hermanos la educadora suizo-colombiana María Mercedes, y Álvaro José Gómez Escobar. Su padre fundó el Noticiero 24 Horas.
Su padre era hijo del periodista y político Laureano Gómez Castro, quien alcanzó la presidencia en el año de nacimiento de Mauricio, y fundó el periódico El Siglo, y fue uno de los ideólogos más importantes del Partido Conservador Colombiano, quien estaba casado con la dama de sociedad María Hurtado Cajiao. Su tío abuelo, fue el caricaturista y pionero de la sátira política del siglo XX, José María "Pepe" Gómez, casado con una de las bisnietas del expresidente Manuel María Mallarino.
Su tío Enrique fue abogado y congresista por el conservatismo, siendo heredero de las banderas de su hermano Álvaro luego de su asesinato. Primos suyos por tanto son los hermanos Miguel y Enrique Gómez Martínez, hijos de Enrique; y el exministro Daniel Mazuera Gómez, hijo de su tía Cecilia Gómez y sobrino del exalcalde de Bogotá Fernando Mazuera Villegas.

## Obras
- Con la mano izquierda.